# Ford Custom
 (novembre 2020).
La mise en forme du texte ne suit pas les recommandations de Wikipédia : il faut le « wikifier ».
Les points d'amélioration suivants sont les cas les plus fréquents. Le détail des points à revoir est peut-être précisé sur la page de discussion.
- Les titres sont pré-formatés par le logiciel. Ils ne sont ni en capitales, ni en gras.
- Le texte ne doit pas être écrit en capitales (les noms de famille non plus), ni en gras, ni en italique, ni en « petit »…
- Le gras n'est utilisé que pour surligner le titre de l'article dans l'introduction, une seule fois.
- L'italique est rarement utilisé : mots en langue étrangère, titres d'œuvres, noms de bateaux, etc.
- Les citations ne sont pas en italique mais en corps de texte normal. Elles sont entourées par des guillemets français : « et ».
- Les listes à puces sont à éviter, des paragraphes rédigés étant largement préférés. Les tableaux sont à réserver à la présentation de données structurées (résultats, etc.).
- Les appels de note de bas de page (petits chiffres en exposant, introduits par l'outil «  Source ») sont à placer entre la fin de phrase et le point final[comme ça].
- Les liens internes (vers d'autres articles de Wikipédia) sont à choisir avec parcimonie. Créez des liens vers des articles approfondissant le sujet. Les termes génériques sans rapport avec le sujet sont à éviter, ainsi que les répétitions de liens vers un même terme.
- Les liens externes sont à placer uniquement dans une section « Liens externes », à la fin de l'article. Ces liens sont à choisir avec parcimonie suivant les règles définies. Si un lien sert de source à l'article, son insertion dans le texte est à faire par les notes de bas de page.
- La présentation des références doit suivre les conventions bibliographiques. Il est recommandé d'utiliser les modèles {{Ouvrage}}, {{Chapitre}}, {{Article}}, {{Lien web}} et/ou {{Bibliographie}}. Le mode d'édition visuel peut mettre en forme automatiquement les références.
- Insérer une infobox (cadre d'informations à droite) n'est pas obligatoire pour parachever la mise en page.

Pour une aide détaillée, merci de consulter Aide:Wikification.
Si vous pensez que ces points ont été résolus, vous pouvez retirer ce bandeau et améliorer la mise en forme d'un autre article.

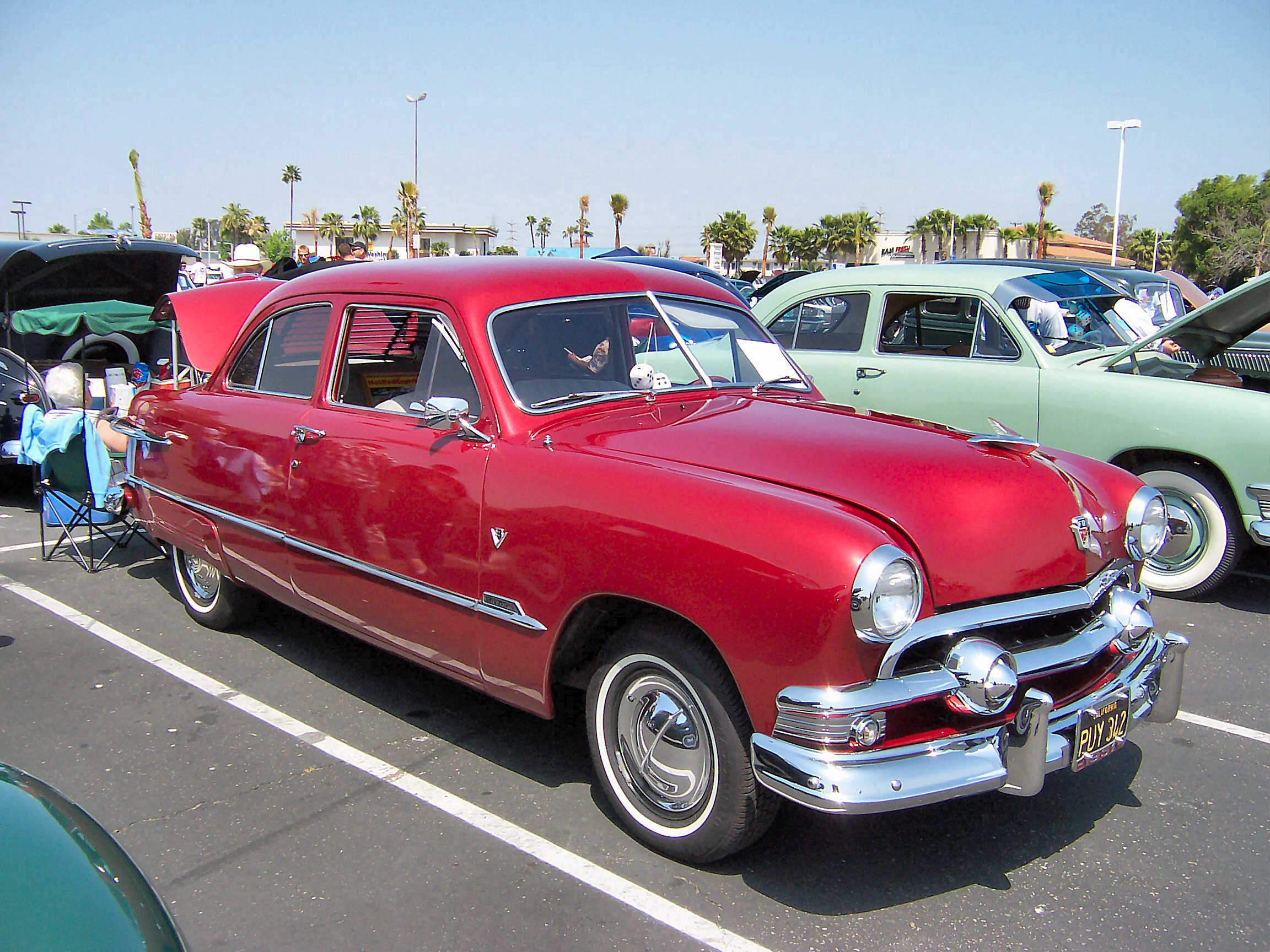
1951 Ford Custom Deluxe Tudor

La Ford Custom est une automobile qui a été produite par Ford aux États-Unis, au Canada et en Australie certaines années de 1949 à 1981.

## Custom et Custom Deluxe (1949-1955)
Pour l'année modèle 1949, la plaque signalétique Custom était utilisée pour le niveau de finition supérieur de la gamme automobile de Ford. Cela faisait partie de la toute nouvelle refonte des voitures Ford d'après guerre. En 1950, elle avait un empattement de 114 pouces et une longueur totale de 196,8 pouces. Pour 1950, le nom a été changé en Custom Deluxe puis en Customline pour 1952 quand elle est passée à la position de milieu de gamme entre les nouveaux modèles Mainline et Crestline.

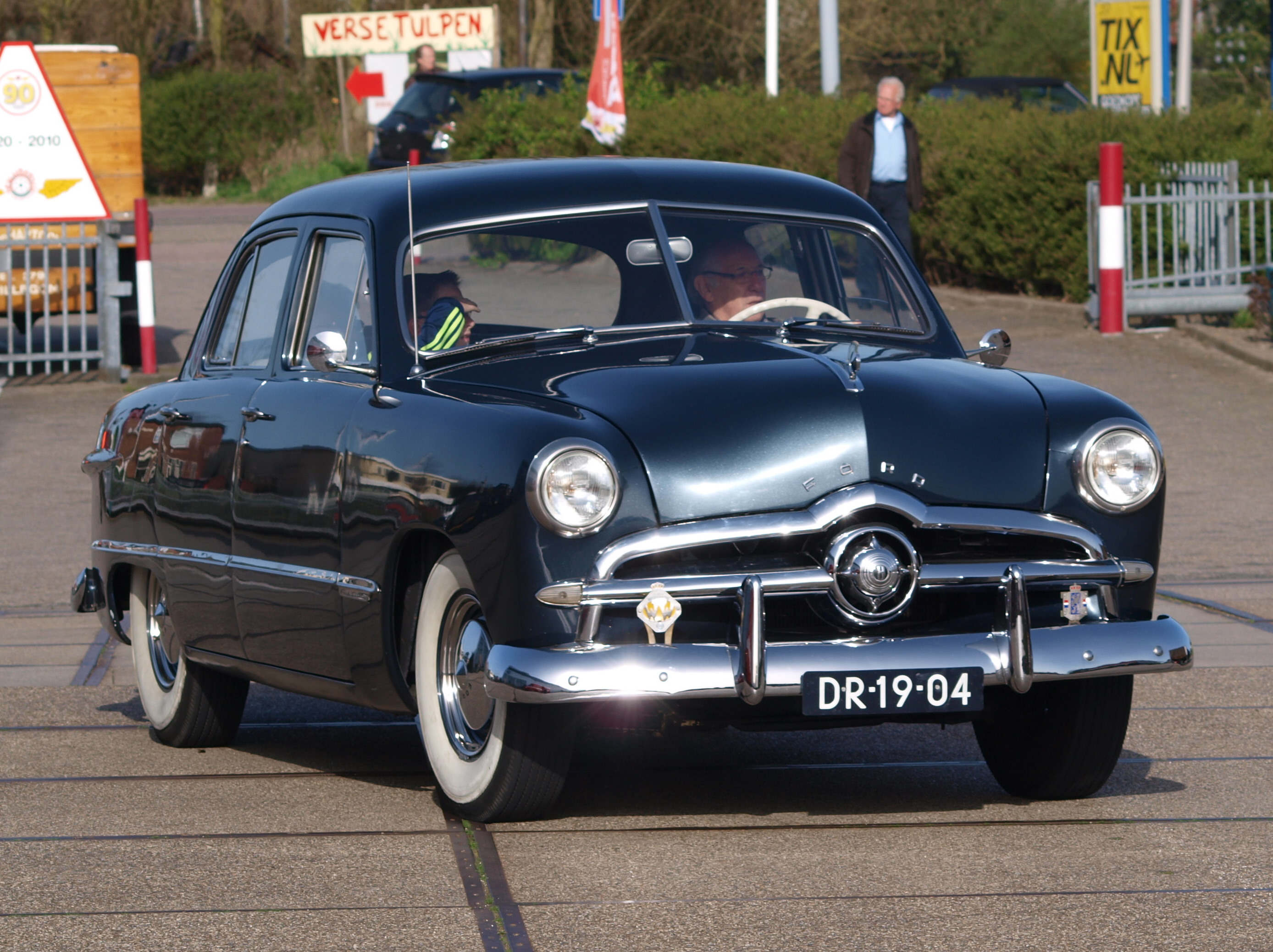
1949 Ford Custom Fordor Sedan
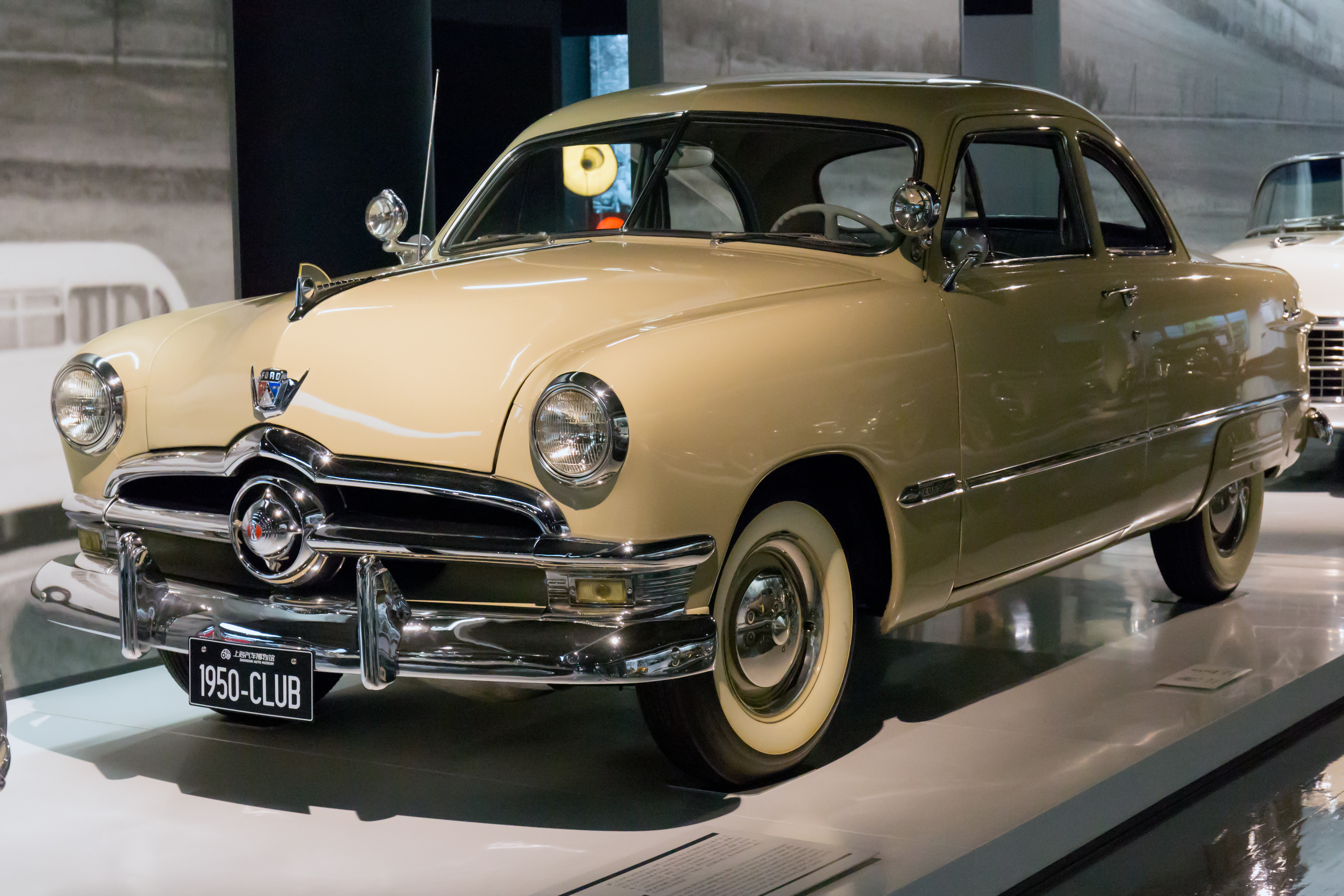
1950 Ford Custom Deluxe Coupe
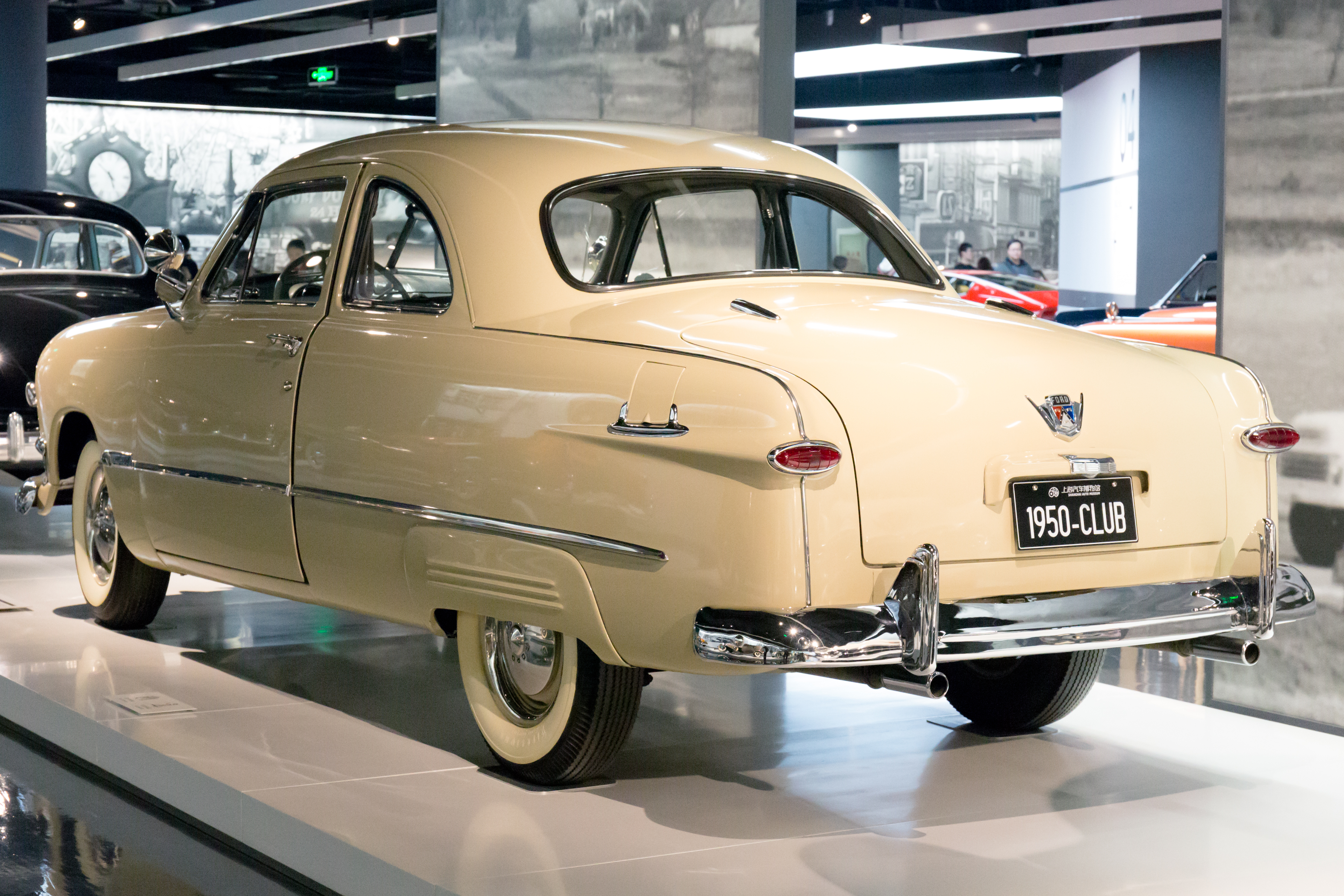
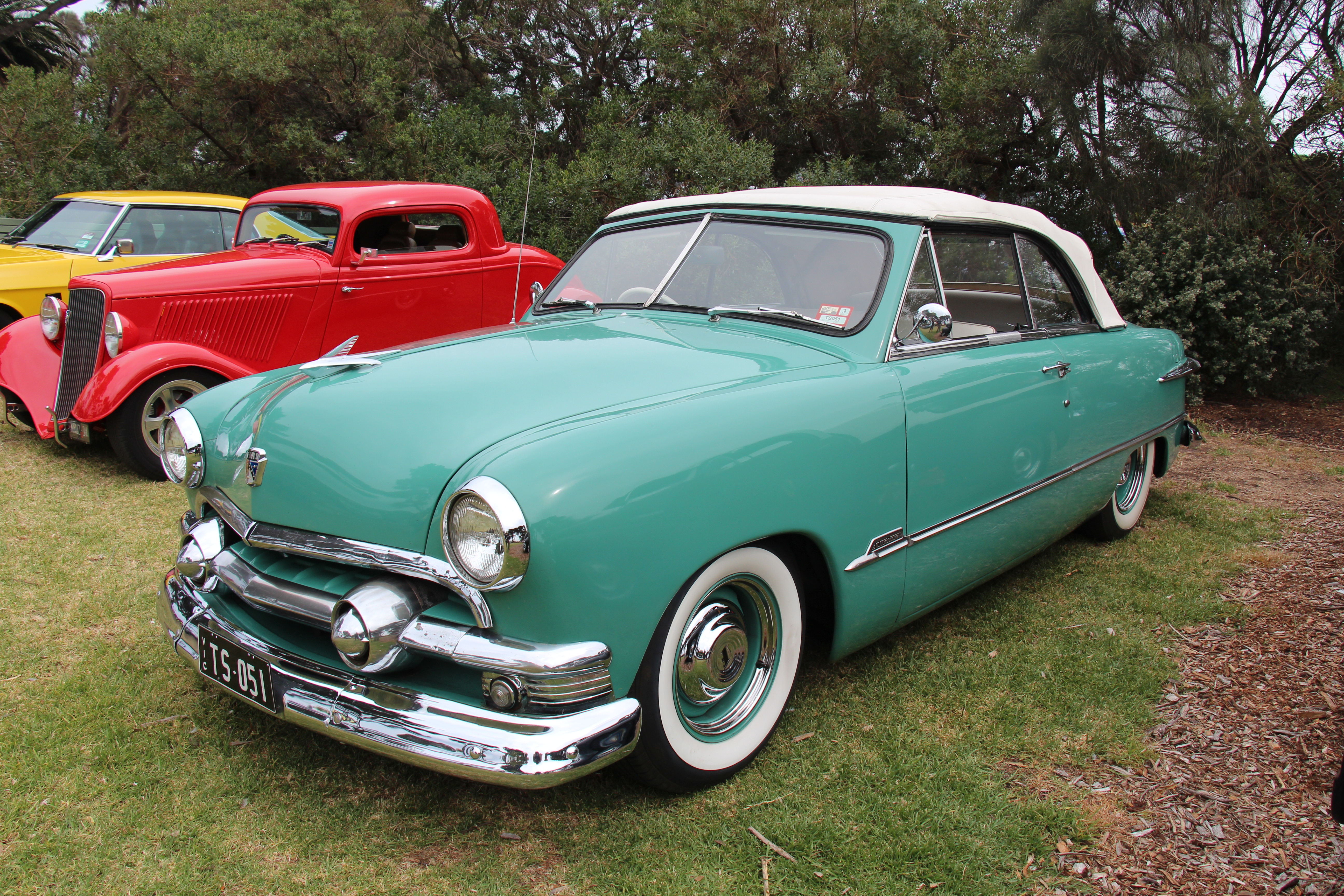
1951 Custom Deluxe convertible
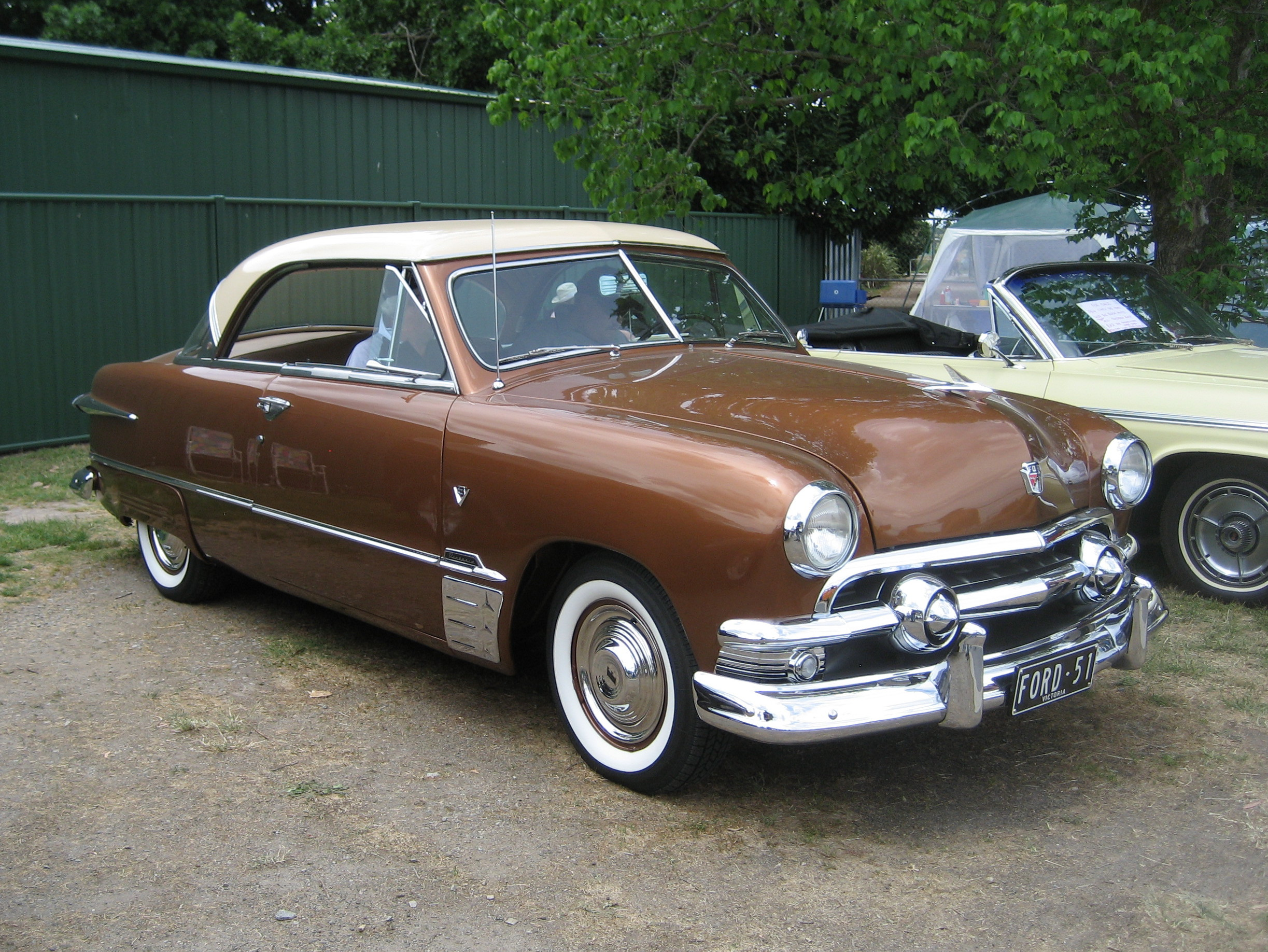
1951 Custom Deluxe Victoria

## Custom et Custom 300 (1957-1959)
Le nom Custom est revenu pour l'année modèle 1957 avec une nouvelle gamme, la Custom 300, ces deux modèles étaient sous la Fairlane et la Fairlane 500. La Custom de base était le modèle du bas de la gamme Ford, dont les principaux clients étaient les acheteurs de flottes. La Custom 300 en était une avancée et était destinée aux clients soucieux de leur budget. La Custom et la Custom 300 ont remplacé la Mainline et la Customline milieu de gamme, respectivement, à partir de 1956.
La Custom 300 est devenue le modèle de base pour 1958, mais a été abandonnée de la gamme Ford en 1960.

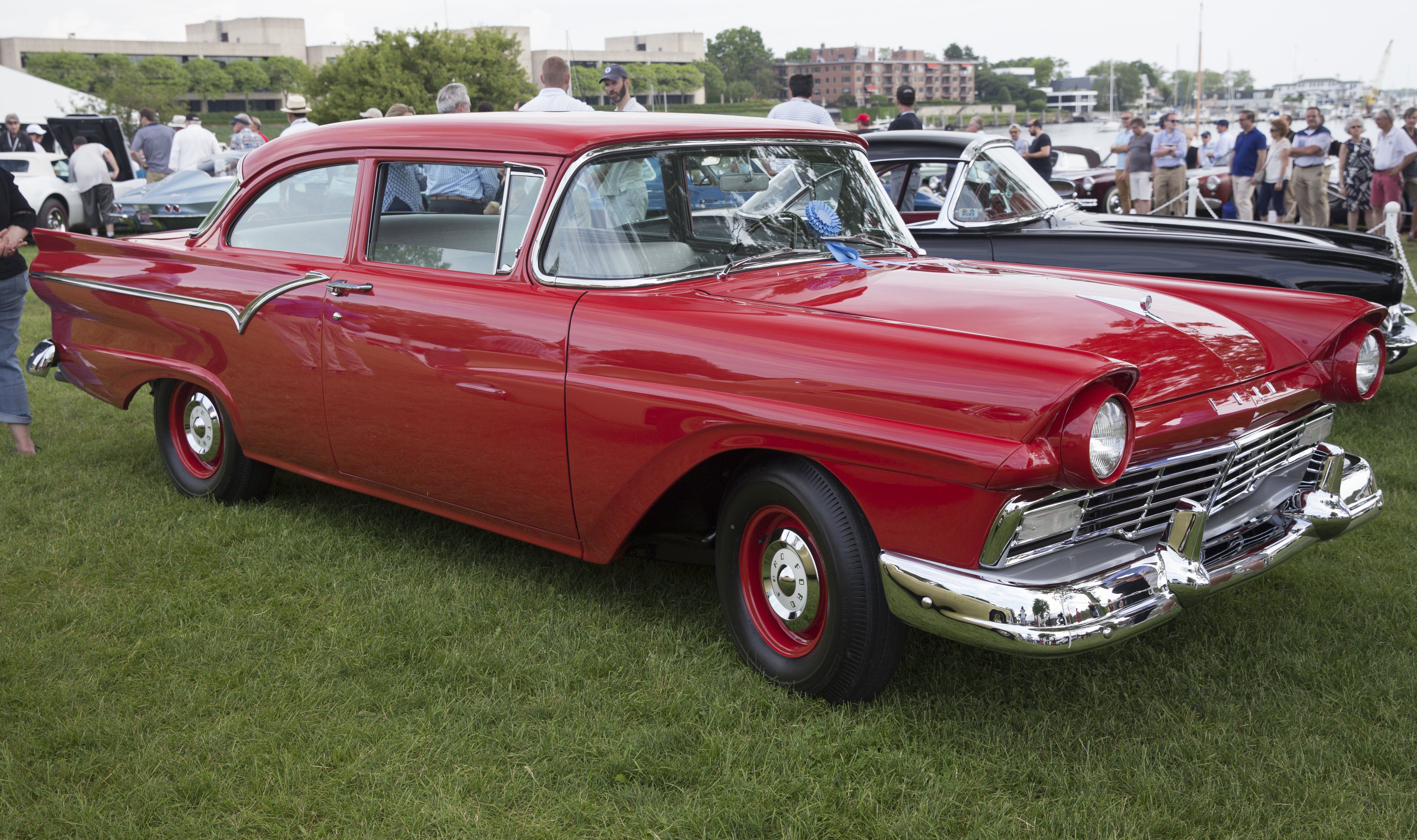
1957 Ford Custom 300 Tudor Sedan
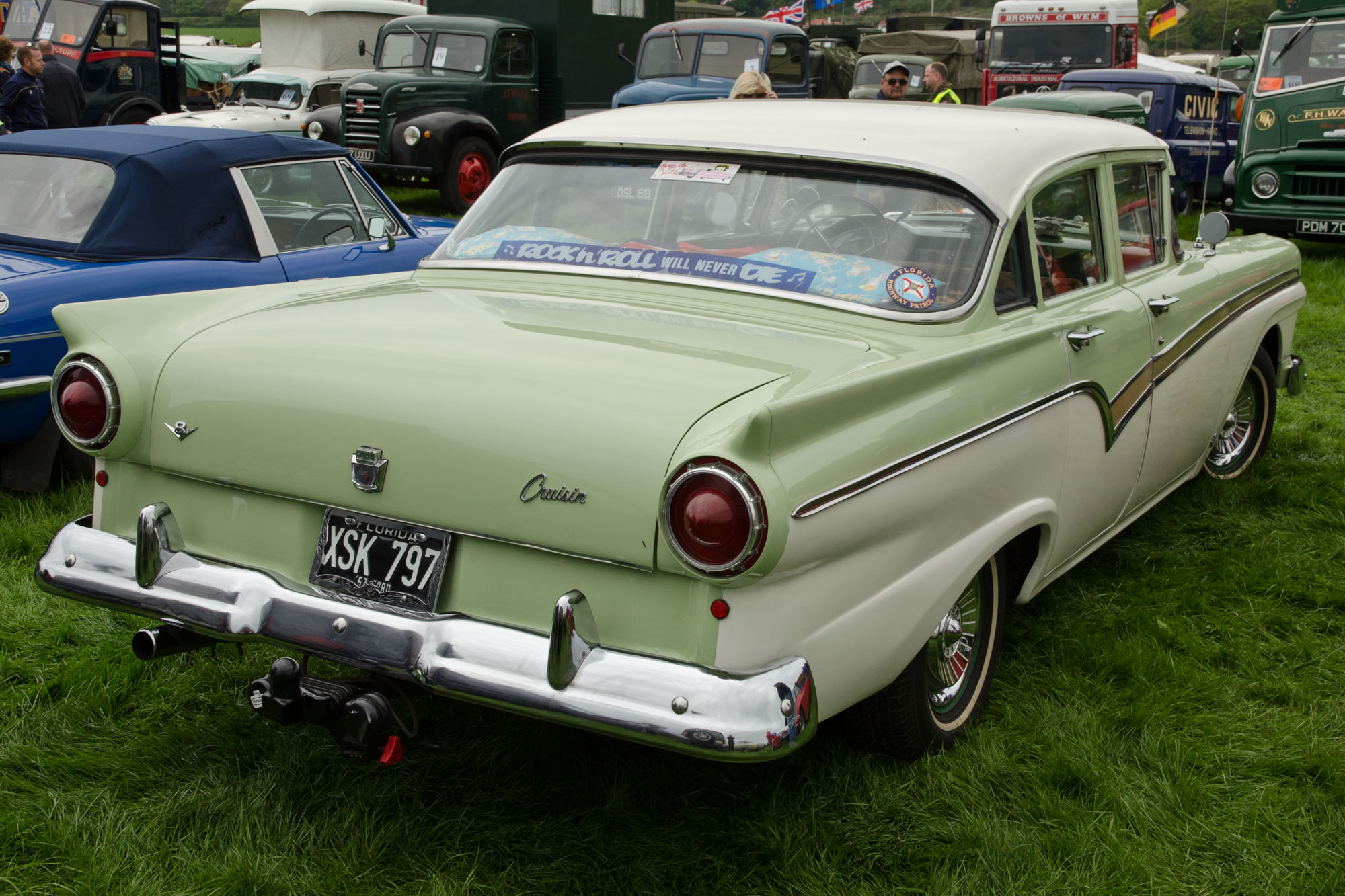
1957 Ford Custom 300 Fordor Sedan
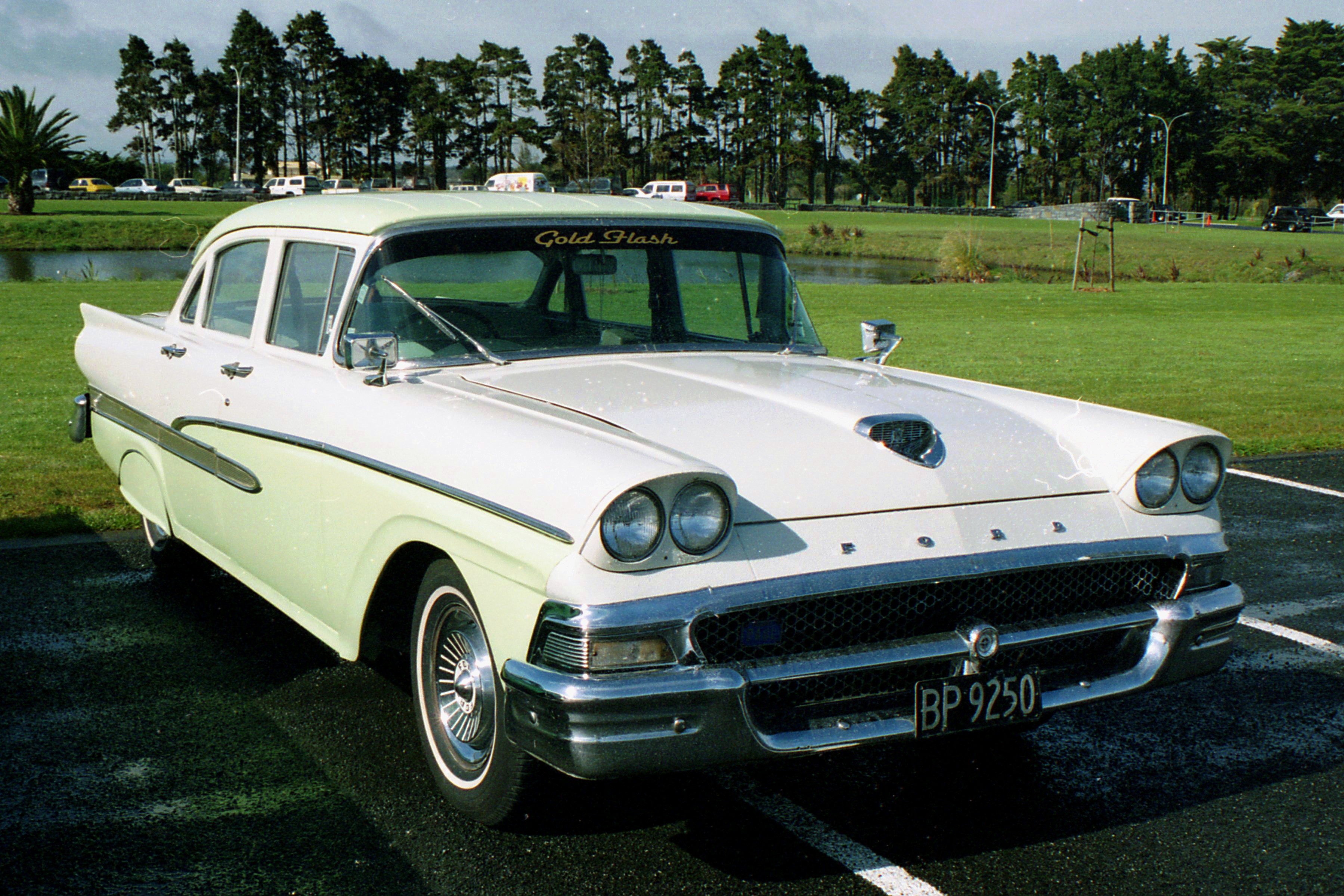
1958 Ford Custom 300 Fordor Sedan
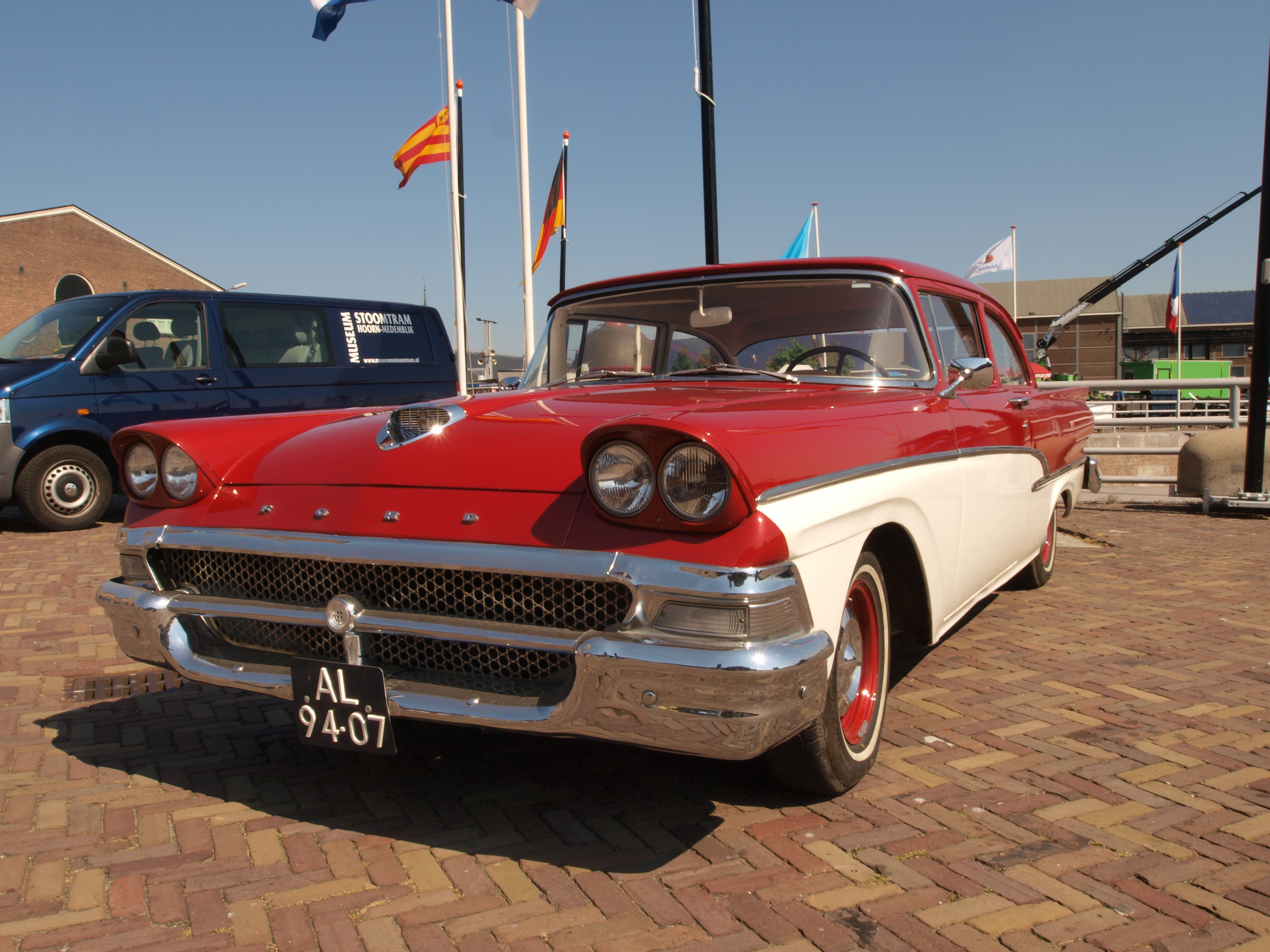
1958 Custom 300 Tudor Sedan
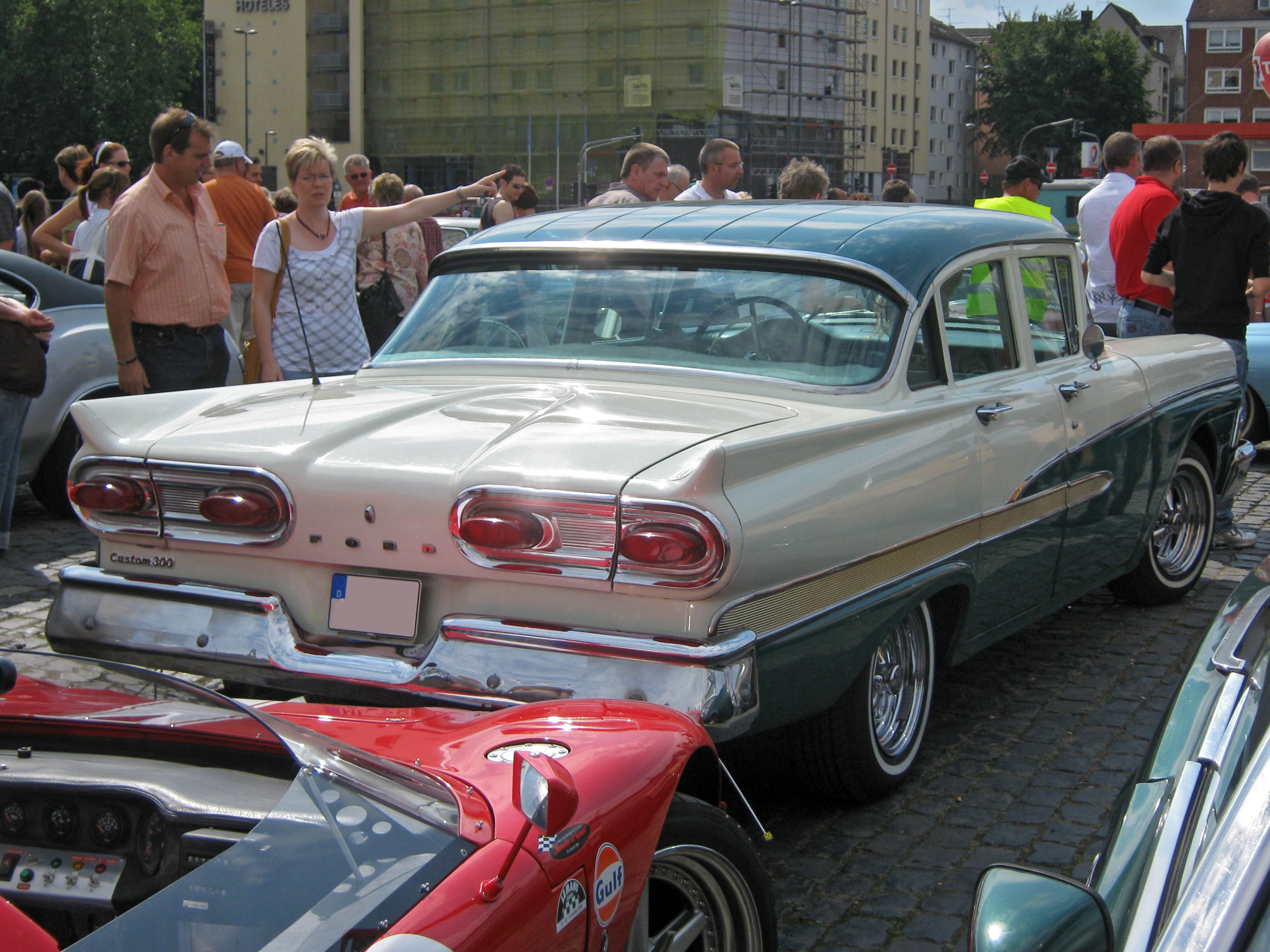
1958 Ford Custom 300 V8
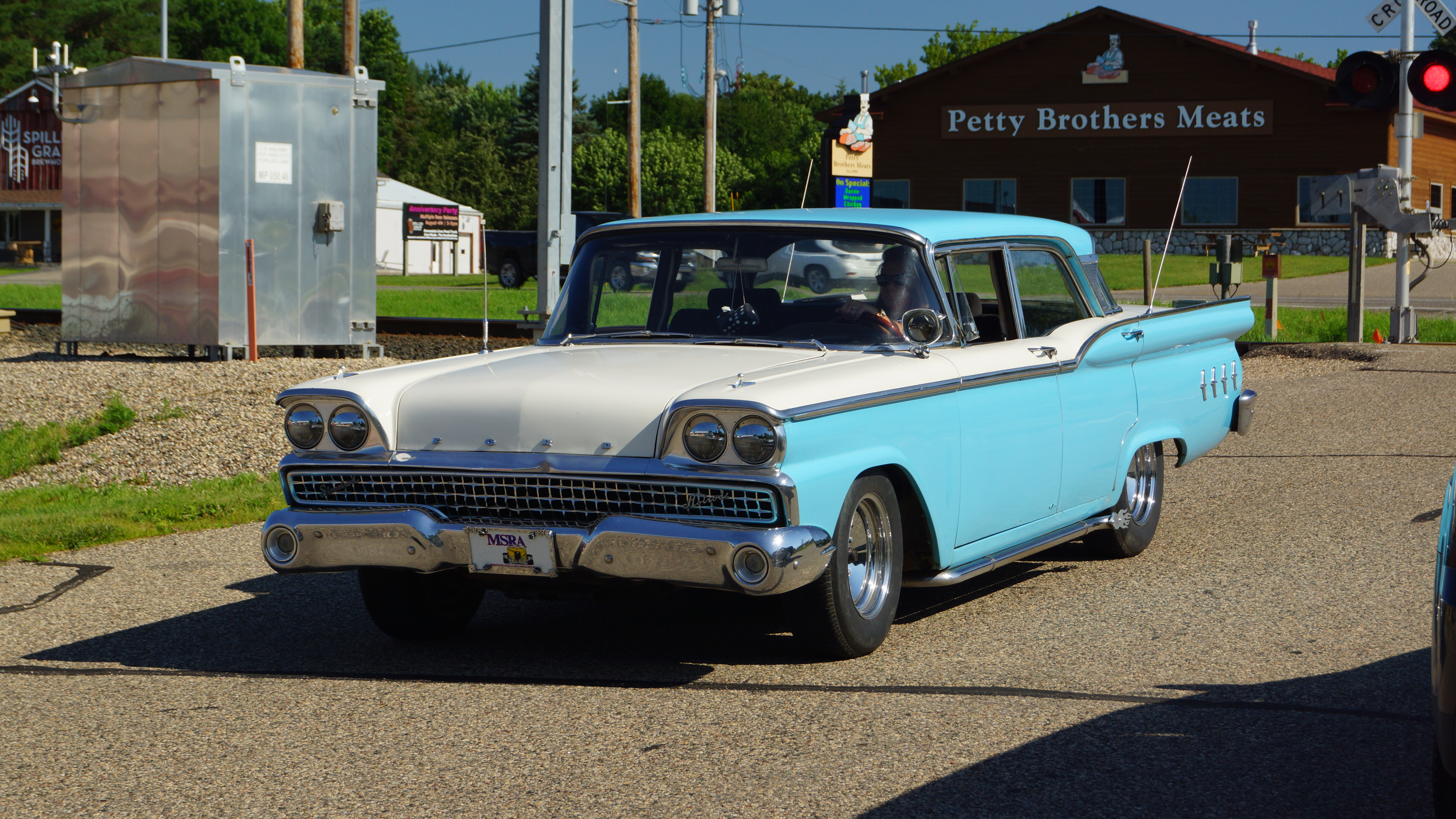
1959 Ford Custom 300 Fordor Sedan
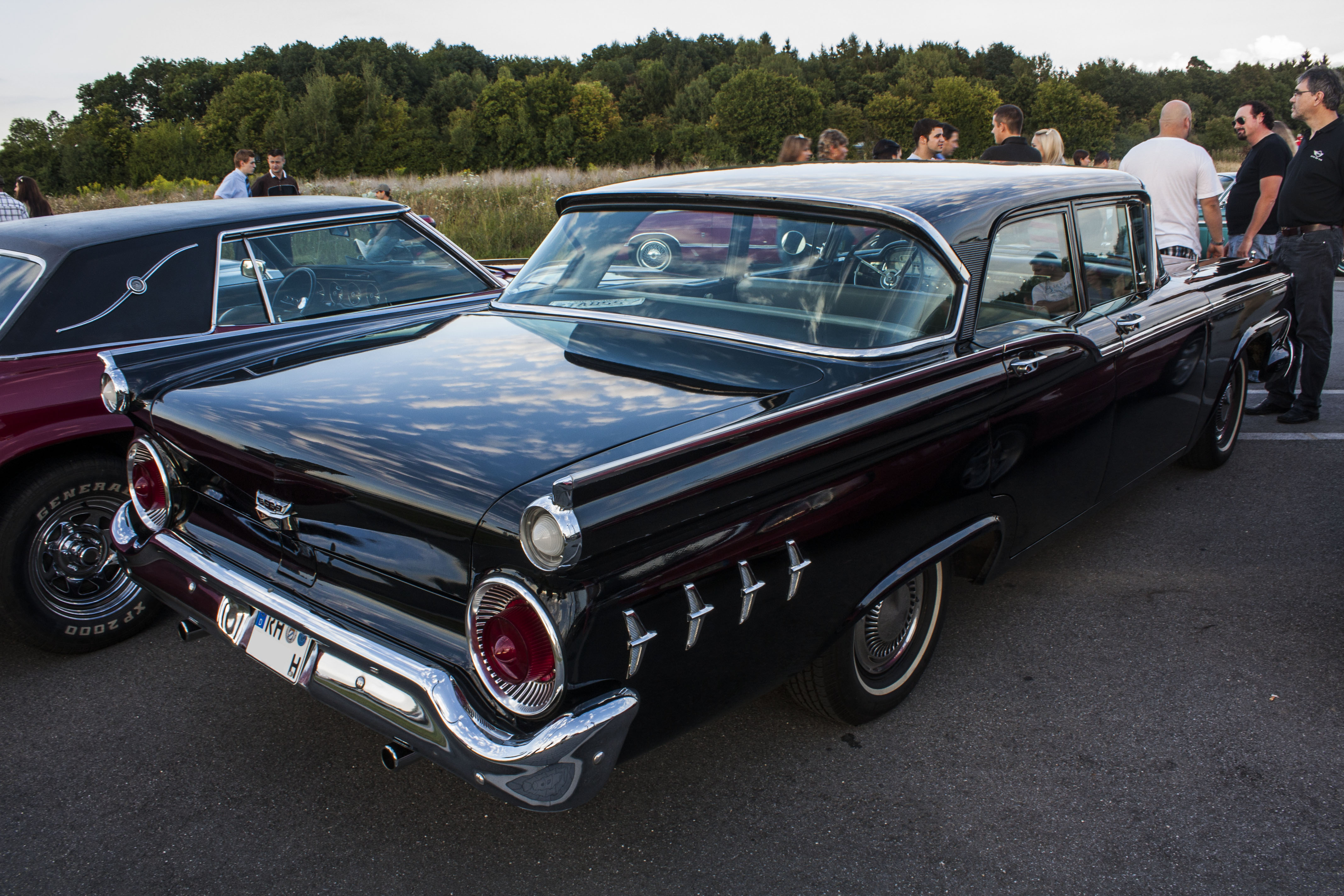
1959 Ford Custom 300 Fordor Sedan

## Custom et Custom 500 (1964-1981)
De 1960 à 1963, les plaques signalétiques des variantes «Custom» et numérotées étaient absentes de la gamme, remplacées par les modèles Fairlane ou Galaxie de base. Les Ford de base de 1963 portaient le badge « Ford 300 ».
La plaque signalétique Custom est réapparue en 1964, une fois de plus sur la gamme économique des modèles Ford. Comme en 1957 et 1958, le modèle Custom se composait de deux gammes: un modèle Custom de base et un modèle Custom 500 légèrement mieux ajustée. La plupart des Custom ont été vendues à des flottes de police et de taxis dans les années 1960 - bien que quiconque souhaitant une voiture full-size basique et sans fioritures puisse en acheter une - tandis que la Custom 500 était destiné aux acheteurs soucieux de leur budget qui voulaient une automobile à bas prix mais pas un modèle dépouillé. En règle générale, les modèles Custom 500 se différencient de leurs camarades moins chers par des garnitures d'aile chromées, des moulures pour l'égouttement du toit, de la moquette (bien qu'à la fin des années 1960, même les Custom de base avaient de la moquette), du rembourrage en tissu et en vinyle amélioré et des articles de commodité mineurs.
La plupart des Custom et Custom 500 étaient équipées soit d'un moteur six cylindres en ligne de base, soit d'un moteur V8 à petit bloc (289 dans les premières années, puis 351 entre le milieu et la fin des années 1970), bien que la gamme complète de moteurs V8, jusqu'au V8 427 de 425 chevaux, et les transmissions (de la surmultipliée et de la manuelle 4 vitesses à la boîte automatique SelectShift) étaient disponibles pour les forces de l'ordre, cela étaient aussi possible pour les clients axés sur les performances qui voulaient une voiture plus légère. Pas plus tard qu'en 1972, la combinaison d'un groupe motopropulseur six cylindres et d'une transmission manuelle à trois vitesses était de série sur les modèles Custom et Custom 500; toutes les Custom à moteur V8 avaient le SelectShift de série pour l'année modèle 1972. Les moteurs à six cylindres et les transmissions manuelles ont été abandonnés en 1973 en raison du poids supplémentaire des nouveaux pare-chocs de 5 mi / h; toutes les Ford full-size de 1973, y compris la Custom 500, avaient un moteur V8 (351 pouces cubes pour le plus petit) et une transmission SelectShift standard.
La Custom a été abandonnée après l'année modèle 1972, tandis que la Custom 500 a continué. Pour 1975, toutes les Ford full-size ont été regroupées autour de la plaque signalétique LTD, mais la Custom 500 a été ramenée quelques mois dans l'année modèle. À partir de 1976, elle n'était disponible aux États-Unis que pour les clients des flottes. La Custom 500 a continuée d'être vendue aux clients de détail au Canada et le nom a été utilisé là-bas jusqu'en 1981. Aux États-Unis, la Custom 500 a été remplacée par les nouveaux véhicules LTD "S" à plate-forme Panther de taille réduite.
La gamme break vendue sur la base des modèles Custom et Custom 500 était le Ranch Wagon. Comme les modèles coupé et berline, ces voitures étaient destinées aux acheteurs de flottes.

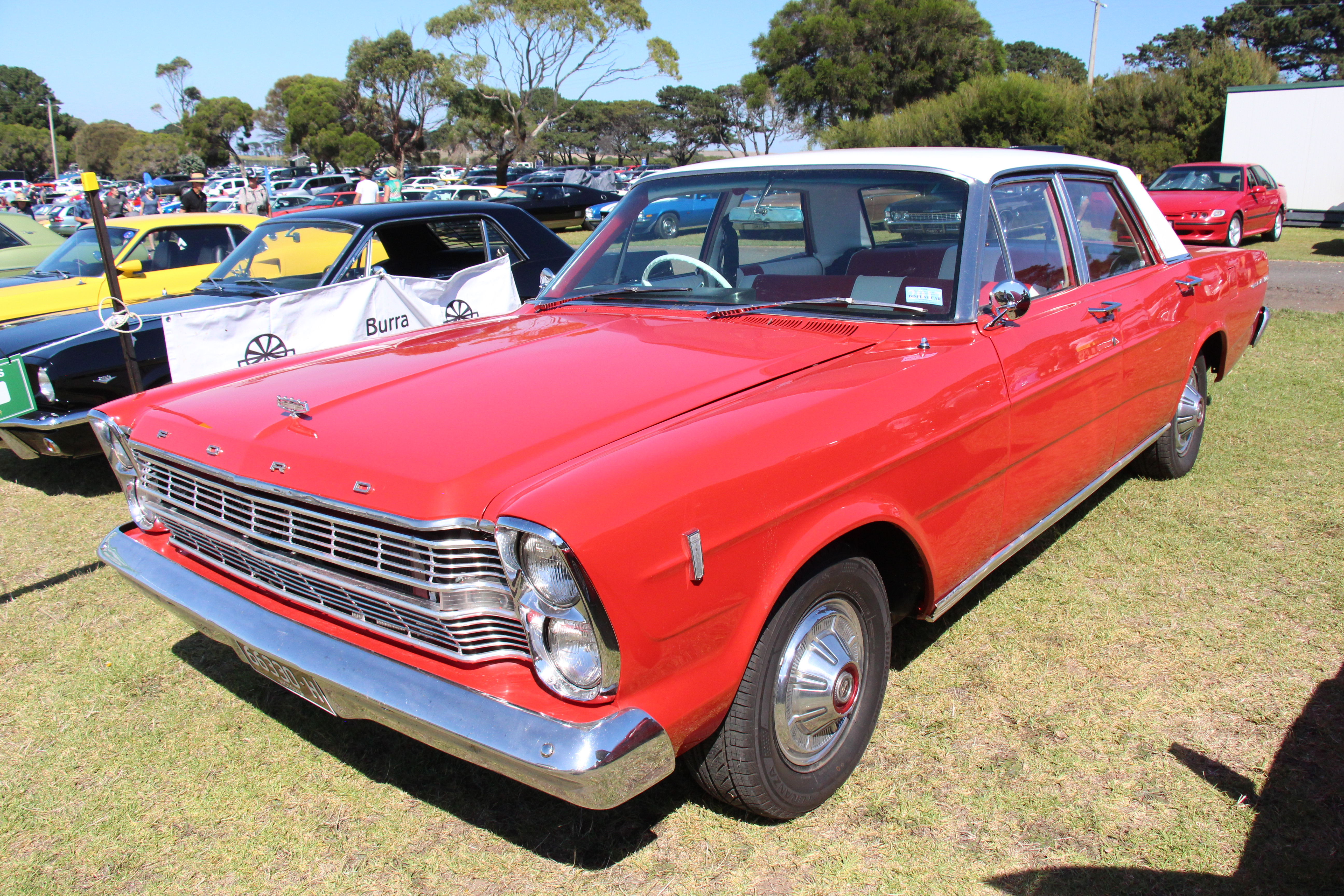
1966 Ford Custom 4-door Sedan
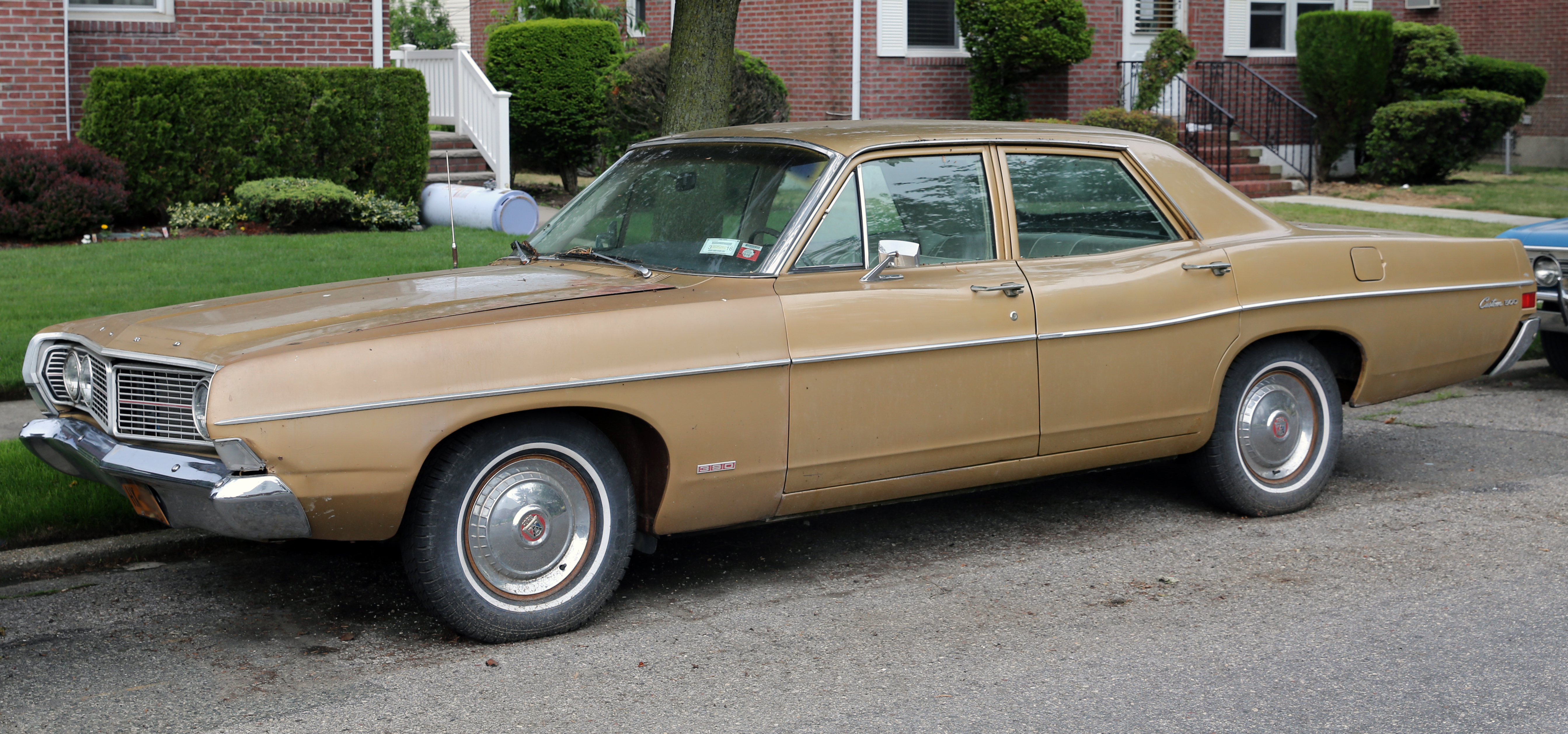
1968 Custom 500 4-Door Sedan
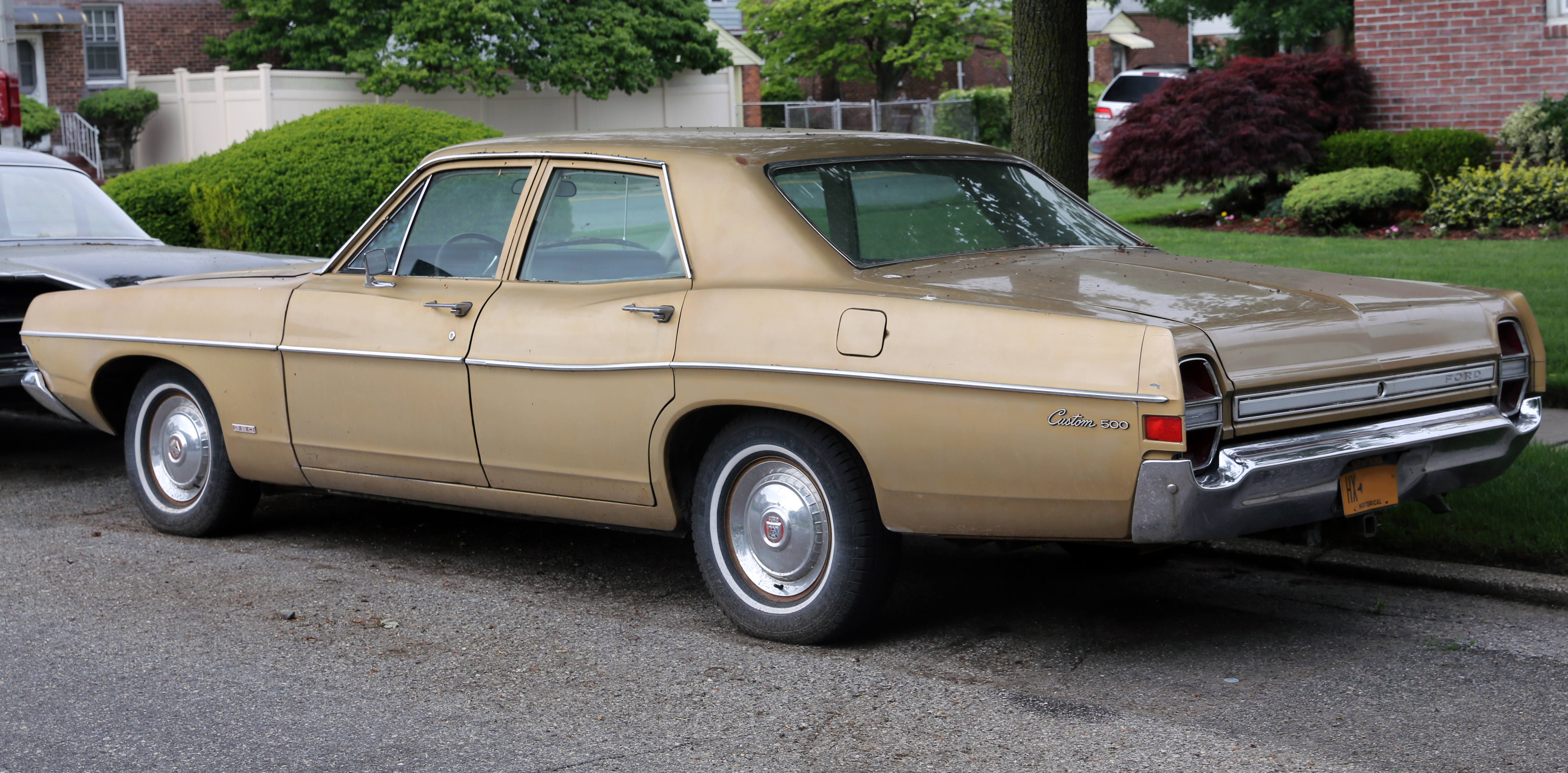
1968 Custom 500 4-Door Sedan
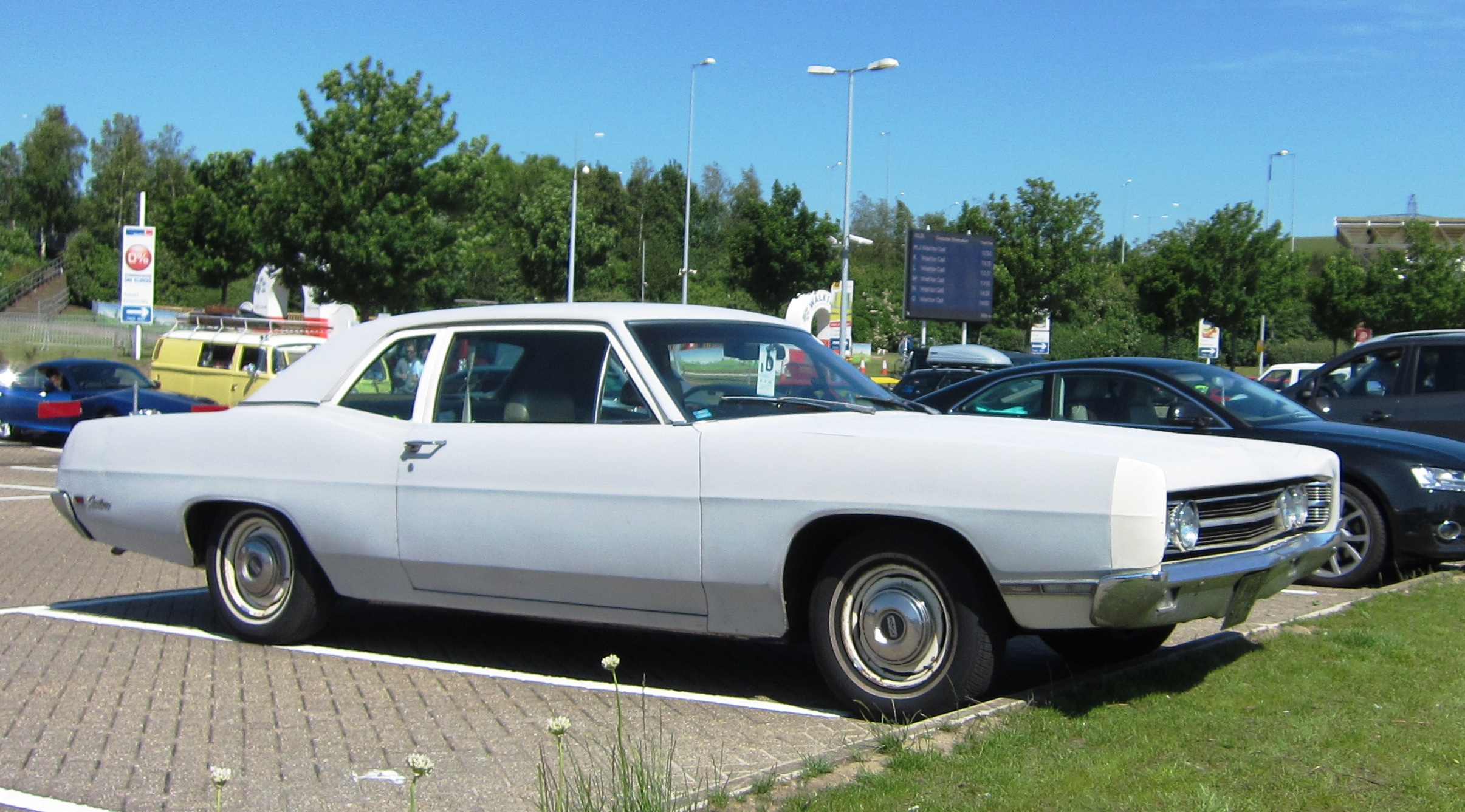
1969 Ford Custom 2-Door Sedan

### 1979-1981 (Canada seulement)
La Custom 500 de 1979 destinée au marché canadien a été entièrement repensée avec l'avènement de la plate-forme Panther et avait l'avant du modèle Ford LTD de base de 1979 (avec de simples phares rectangulaires et des feux de stationnement intérieurs sur une calandre distincte de la LTD Landau / Crown Victoria à finition supérieure). Le groupe motopropulseur standard en 1979 était un V8 de 302 pouces cubes (5 L) avec transmission SelectShift, tandis qu'un V8 Windsor de 351 pouces cubes (5,8 L) était en option. En 1980, pour répondre aux normes EPA CAFE, un V8 de 255 pouces cubes (4,2 L) a été rendu standard, avec les moteurs V8 302 et 351 en option.

### Production
Environ 7 850 000 Ford et Mercury full-size ont été vendues de 1969 à 1978,. Cela en fait la dixième plateforme automobile la plus vendue de l'histoire.
La Ford Custom Fordor a été produite en Australie à partir de septembre 1949, et le contenu australien dans la Custom produite localement avait atteint 80% en 1950. Une variante utilitaire coupé a également été proposée par Ford Australie, initialement sous le nom de Ford Coupe Utility, et plus tard sous le nom de Ford De Luxe Coupe Utility.
Le modèle Nord Américain de la Custom 300 de 1959 a également été produit par Ford Australie à partir de septembre 1959. Offerte uniquement en tant que berline quatre portes et uniquement avec un moteur V8 de 332 pouces cubes (5,4 L), elle a subi une légère transformation à la fin des années 1960, qui comprenait la conception de calandre des Meteor canadienne de 1959. Le modèle rénové a continué sa production jusqu'en 1962.